# Charles Parnell (actor)
Charles Parnell es un actor estadounidense,más conocido por haber interpretado a Derek Frye en la serie All My Children y a Russ Jeter en la serie The Last Ship.

## Carrera
En 1999 apareció como invitado por primera vez en la serie Sex and the City donde interpretó a un empresario en el episodio "Old Dogs, New Dicks", más tarde regresó a la serie en el 2002 ahora dando vida a un vendedor durante el episodio "Ring a Ding Ding".
El 8 de septiembre del 2005 se unió al elenco de la popular serie All My Children donde dio vida al oficial en jefe de la policía Derek Frye, hasta septiembre del 2008. Anteriormente el papel de Derek había sido interpretado por el actor William Christian de 1991 hasta el 2005 y posteriormente el papel fue interpretado por Jerome Preston Bates del 2007 hasta el 2008.
En el 2008 apareció como invitado en la popular serie Law & Order donde interpretó a Jonas Durning, anteriormente había aparecido por primera vez en la serie en el 2004 como A.U.S.A. Mike Warner en el episodio "All in the Family". Ese mismo año apareció como invitado en la serie Bones donde interpretó al capitán del avión Blake.
Desde ese año presta su voz para el personaje de Jefferson Twilight, un viejo amigo del doctor Orpheus quien lucha contra vampiros, la serie en la serie The Venture Bros., anteriormente había prestado su voz por primera vez en el 2004 para Mandalay y en el 2006 para la voz de un señor.
En el 2009 apareció como Gavin Webb en la serie policíaca CSI: Miami en el episodio "Bad Seed", anteriormente había interpretado al agente del FBI Jacobs durante el episodio "Gone Baby Gone" en el 2008. Ese mismo año interpretó al coronel de la marina Dick Jestern en la popular serie NCIS: Naval Criminal Investigative Service.
En el 2010 apareció en dos ocasiones en la serie The Forgotten donde dio vida a Dan Freeman en el episodio "Living Doe" y a un hombre en "Designer Jane".
En el 2011 se unió a la película Pariah donde dio vida a Arthur, el padre de Alike. Ese mismo año apareció como invitado en la popular serie NCIS: Los Angeles donde interpretó al comandante de la marina David Forbes, y en la serie Fringe donde interpretó al doctor James Falcon, un cambia-forma, que se transforma en el científico principal del proyecto "Massive Dynamic", que tiene el objetivo de identificar el poder del dispositivo de onda.
En el 2014  interpretó al chamán Nommo en un episodio de la serie Constantine.
Ese mismo año se unió al elenco de la serie The Last Ship donde interpreta a Russell "Russ" Jeter, a uno de los miembros del USS Nathan James, hasta ahora.

## Filmografía

### Series de televisión
| Año                                 | Título                                     | Personaje           | Notas                                |
| ----------------------------------- | ------------------------------------------ | ------------------- | ------------------------------------ |
| 2014 - presente                     | The Last Ship                              | CMDCM. Russ Jeter   | 36 episodios                         |
| 2004, 2006, 2008 - 2010, 2012, 2015 | The Venture Bros.                          | Jefferson Twilight  | 12 episodios                         |
| 2023                                | The mandalorian                            | Captain             | episodio "Los espías"                |
| 2014                                | Constantine                                | Nommo               | episodio "A Feast of Friends"        |
| 2013                                | Longmire                                   | Agente Stanley      | episodio "Unquiet Mind"              |
| 2011                                | The Mentalist                              | Capitán Cutright    | episodio "Fugue in Red"              |
| 2011                                | NCIS: Los Angeles                          | Comte. David Forbes | episodio "Lone Wolf"                 |
| 2011                                | Fringe                                     | Dr. James Falcon    | episodio "Reciprocity"               |
| 2010                                | The Forgotten                              | Dan Freeman         | episodio "Living Doe"                |
| 2009                                | CSI: Miami                                 | Gavin Webb          | episodio "Bad Seed"                  |
| 2009                                | NCIS: Naval Criminal Investigative Service | Cnel. Dick Jestern  | episodio "Reunion"                   |
| 2009                                | Lie to Me                                  | Major Harris        | episodio "Moral Waiver"              |
| 2009                                | 90210                                      | Franklin Whitney    | episodio "Hello, Goodbye, Amen"      |
| 2008                                | Bones                                      | Capitán Blake       | episodio "The Passenger in the Oven" |
| 1999                                | Crash                                      | Sean Adams          | 4 episodios                          |
| 2008                                | Law & Order                                | Jonas Durning       | episodio "Driven"                    |
| 2005 - 2008                         | All My Children                            | Derek Frye          | 82 episodios                         |
| 1999                                | Without a Trace                            | Nuru                | episodio "Showdown"                  |
| 2003                                | Hack                                       | Oficial             | episodio "A Dangerous Game"          |
| 2002                                | Third Watch                                | Joe Thomas          | episodio "To Protect..."             |
| 1999                                | Sex and the City                           | Empresario          | episodio "Old Dogs, New Dicks"       |

### Películas
| Año  | Título                                       | Personaje                                                      | Notas |
| ---- | -------------------------------------------- | -------------------------------------------------------------- | --- |
| 2023 | Misión imposible: sentencia mortal - Parte 1 | Como uno de los jefes de las agencias de inteligencia de EE.UU | junto a Henry Czerny, Rob Delaney, Indira Varma, Cary Elwes, Mark Gatiss y Lampros Kalfuntzos.                 |
| 2022 | Top Gun: Maverick                            | Solomon "Warlock" Bates                                        | junto a Tom Cruise, Val Kilmer, Miles Teller, Jennifer Connelly y Glen Powell                                  |
| 2014 | Transformers: Age of Extinction              | Director de la CIA                                             | junto a Mark Wahlberg, Stanley Tucci, Kelsey Grammer, Nicola Peltz, Jack Reynor, Titus Welliver & Sophia Myles |
| 2013 | 42                                           | Herbert T. Miller                                              | junto a Chadwick Boseman, Harrison Ford, Nicole Beharie, Chris Meloni, Ryan Merriman, Lucas Black & Alan Tudyk |
| 2011 | Pariah                                       | Arthur                                                         | junto a Adepero Oduye, Pernell Walker, Aasha Davis, Sahra Mellesse, Kim Wayans & Raymond Anthony Thomas        |

### Videojuegos[5]
| Año  | Título                                   | Personaje                                        | Notas                                    |
| ---- | ---------------------------------------- | ------------------------------------------------ | ---------------------------------------- |
| 2014 | The Crew                                 | Harry                                            | prestó su voz para el personaje          |
| 2014 | Call of Duty: Advanced Warfare           | -                                                | prestó su voz para las voces adicionales |
| 2013 | Grand Theft Auto V                       | -                                                | prestó su voz                            |
| 2009 | Grand Theft Auto: The Ballad of G. Tony  | Triangle Club Bouncer                            | prestó su voz                            |
| 2009 | Grand Theft Auto IV: The Lost and Damned | Triangle Club Bouncer                            | prestó su voz                            |
| 2008 | Grand Theft Auto IV                      | Talbot Daniels / Triangle Club Bouncer / Guardia | prestó su voz para los personajes        |
| 2007 | Manhunt 2                                | La Legión                                        | prestó su voz                            |
| 2005 | The Warriors                             | Masai                                            | prestó su voz                            |

### Narrador
| Año  | Título                          | Notas                                                                     |
| ---- | ------------------------------- | ------------------------------------------------------------------------- |
| 2012 | North Woods Law                 | 6 episodios                                                               |
| 2011 | The Exorcist Files              | episodio "Infestation"                                                    |
| 2009 | Heavy Metal Taskforce           | -                                                                         |
| 2009 | P.O.V.                          | episodio "The Reckoning: The Battle for the International Criminal Court" |
| 2009 | How Bruce Lee Changed the World | -                                                                         |

### Teatro
| Año | Título              | Personaje | Director | Teatro                 | Notas |
| --- | ------------------- | --------- | -------- | ---------------------- | ----- |
| -   | Iphigeneia at Aulis | Achilles  | -        | Yale Repertory Theater | -     |

## Premios y nominaciones
| Año  | Categoría                                        | Premio      | Película | Resultado |
| ---- | ------------------------------------------------ | ----------- | -------- | --------- |
| 2012 | Outstanding Supporting Actor in a Motion Picture | Image Award | Pariah   | Nominado  |